# Carticasi
 Carticasi  là một xã ở tỉnh Haute-Corse trên đảo Corse, Pháp. Xã này có diện tích 12,8 km², dân số năm 1999 là 26 người. Khu vực này có độ cao 886 mét trên mực nước biển.